# 楚攻陈之战
楚攻陈之战，發生於春秋时期，楚国攻打陈国的一系列戰爭。
陈国在楚国与齐国齐桓公争霸时，尚在中原阵营。齐桓公死后，楚国征服陈国，陈国于是被迫倒向楚国，前632年，晋文公与楚成王争霸的城濮之战后，陈国参加践土之盟，一度倒向晋国。但是晋文公去世后，楚国攻打陈国，使得陈国再次归顺楚国。之后的楚国与晋国争霸时，陈国基本上都在楚国阵营。陈国服从楚国的时间不如蔡国，但比郑国要长很长。所以弭兵之会时，陈国、蔡国、许国作为楚国的阵营。其后在楚庄王、楚灵王时楚国曾经两次灭亡陈国，之后陈国再复国。柏举之战后，陈国一度坚持依附楚国，抵御吴国，楚昭王还出兵援救。但在楚昭王死后，陈国倒向吴国，于是楚惠王最终灭亡了陈国。

## 经过
前656年，齐桓公借自己的妾室蔡姬被蔡国嫁到楚国的事，率领齐国及宋国、陈国、卫国、郑国、许国、鲁国、曹国、邾国八国，讨伐蔡国。楚成王援救蔡国，齐楚两国在召陵（今河南省漯河市召陵区）会盟。前645年，楚成王讨伐徐国。三月，齐桓公会合齐国、鲁国、陈国、卫国、郑国、许国、曹国七国国君救援徐国。泓水之战后，宋国无力与楚国抗争。前637年秋，楚成王派子玉领兵北上攻打依附宋国的陈国，楚军攻占陈国东部的焦、夷二邑，陈国于是被迫倒向楚国。前632年，城濮之战后，陈国参加践土之盟，倒向晋国。前627年冬，晋国和陈国、郑国进攻许国。楚国令尹子上攻打陈国、蔡国，陈国、蔡国和楚国媾和。
前618年夏，楚国入侵陈国，攻下壶丘（今河南省新蔡县东南）。秋，楚国公子朱从东夷进攻陈国，陈国军队打败了公子朱，俘虏了公子茷。陈国害怕楚国报复，就归附楚国。陈共公死时，楚国不行诸侯吊丧的礼仪，陈灵公在晋国接受盟约。前608年秋，楚庄王攻打陈国，北上攻打宋国。晋国赵盾带兵救援，讨伐郑国。楚国与晋国爆发北林之战。前601年，陈国经过两年晋国的讨伐，与晋国使郑国服从，陈国于是倒向晋国。楚庄王攻打伐陈国，取得成地而还。前599年夏，陈国夏征舒杀害侮辱其母夏姬的陈灵公，自立为君。前598年十月，楚庄王率军攻克陈国，杀死夏征舒。灭亡陈国，把陈国作为楚国的县。在申叔时的劝说下，楚庄王让陈国复国，以陈灵公之子公子午为陈成公。
前582年，晋国栾书率军攻打亲附楚国的郑国，楚共王派令尹子重攻打亲附晋国的陈国。前570年，陈成公派袁侨参加晋悼公主持的中原国家在鸡泽的盟会，来和中原国家和解。楚共王派司马公子何忌率军入侵陈国。前569年三月，陈成公去世。楚国正准备进攻陈国，听到陈国有丧事，就停止进攻。同年夏，楚国的彭名攻打陈国。同年冬，楚国让顿国乘陈国的空子而进攻陈国，陈国于是包围了顿国。楚共王质问陈国背叛的原因，陈国人说是令尹子辛为满足他的私欲，侵害小国。楚共王于是杀死了子辛。九月二十三日，陈哀公在戚地参加鸡晋悼公主持的中原国家会盟，晋悼公命令诸侯出兵戍守陈国。公子贞进攻陈国。十一月十二日，晋悼公和鲁襄公、宋平公、卫献公、郑僖公、曹成公、齐世子光在城棣会合以救援陈国，楚军撤退。前566年，楚国的公子贞包围陈国，晋悼公和鲁襄公、宋平公、陈哀公、卫献公、曹成公、莒子、邾子在鄬地会见以救援陈国。陈国担心楚国。在陈国大夫庆虎、庆寅建议下，楚国人逮住公子黄。二庆派人到会报告陈哀公，陈哀公于是就逃离了中原的盟会。
前534年四月，陈国内乱，陈哀公自缢身亡。楚灵王派弟弟公子弃疾率军攻打陈国。十月，楚师灭陈，将陈国作为楚国的县，以穿封戌为陈公。前529年，楚国内乱，楚灵王被杀后，陈国复国，陈哀公的孙子公孙吴即位为陈惠公。
前489年，吴国攻打陈国，楚昭王前去救援，病死在城父。战后，陈国臣服于吴国，引起了楚国的不满，随后楚国多次讨伐陈国。前486年夏，因为陈国投向吴国，楚国进攻陈国。前485年冬，楚国的子期进攻陈国，吴国的季札救援陈国。在季札的劝说下，子期撤兵回国。前479年，楚国爆发白公胜之乱，陈国出兵攻打楚国。前478年，楚国内乱平息后，七月，楚灭陈，杀死陈闵公，楚国第三次灭亡陈国，改陈为县。